# آپاراکونیس
آپاراکونیس ((به ترکی آذربایجانی: Əbrəqunus)؛ ارمنی: Ապրակունիս) منطقه‌ای مسکونی در جمهوری آذربایجان است که در شهرستان جلفا واقع شده‌است. آپراکونیس ۲٬۷۴۷ نفر جمعیت دارد.
نام آپاراکونیس با نام اسقف ارمنی این محل در گذشته مرتبط است.